# Eva Brühl
Eva Brühl (* 1971 in Wiesbaden) ist eine deutsche Polospielerin. Sie ist (Stand 2017) die beste deutsche Polospielerin mit einem Handicap von 2.

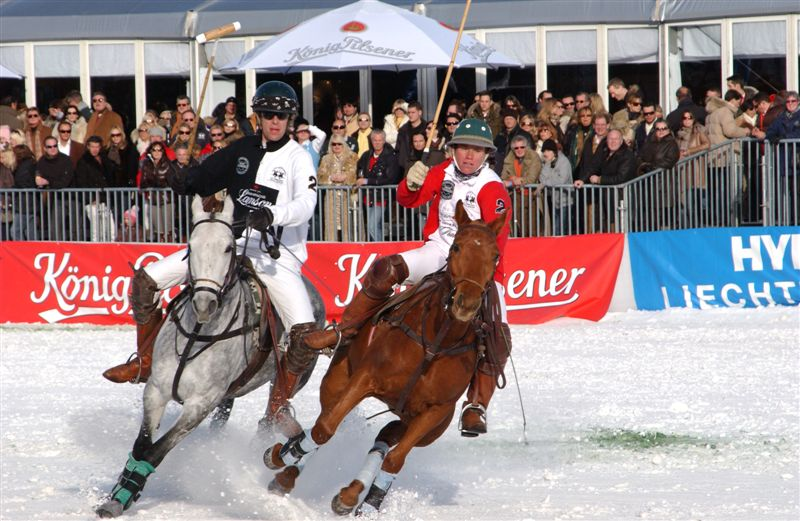
Eva Brühl rechts in rotweiss

## Leben
Den Polosport entdeckte Eva Brühl mit 19 Jahren im Urlaub im spanischen Sotogrande. Ab 1990 studierte sie Sportwissenschaften in Mainz, wo es keine Möglichkeit zum Polospiel gab. Nach einem Polo-Schnupperkurs im österreichischen Ebreichsdorf verlegte sie ihr Studium nach Wien und wurde Mitglied im Poloclub Ebreichsdorf, wo sie zwei Jahre spielte. Danach wechselte sie zum Chiemsee Poloclub Ising. Sie folgte damit ihrem Lebensgefährten Alberto Leal (Handicap +3), einem Mitglied des Poloclubs Ising. 2006 beendete sie ihr Studium und verlegte ihren Lebensmittelpunkt an den Chiemsee. Seit 2005 führt sie mit dem Chiemsee Polo-Gestüt ein eigenes Zuchtgestüt. Darüber hinaus betreibt sie seit 1998 mit ihrem Lebensgefährten in Argentinien eine Polofarm mit Pferdezucht.
Eva Brühl nimmt erfolgreich an vielen deutschen Turnieren teil. Internationale Erfahrungen als Polospielerin sammelte sie in Italien, der Schweiz, in Belgien, Österreich und in Argentinien.
Dort trainiert sie in der deutschen Winterpause und spielt zahlreiche Medium- und High-Goal Turniere sowie Damenturniere.
2008 nahm sie als einzige Frau an der Europameisterschaft im deutschen Team teil.
2008 war das offizielle DPV-Handicap von Eva Brühl +1, in Argentinien hat sie für reine Damenturniere ein Handicap von +6. 2011 erhielt sie ein Handicap von +2, was das höchste Handicap ist, das bis dahin eine deutsche Spielerin erreichen konnte. Sie ist damit unter den 15 besten Polospielerinnen weltweit. Eva Brühl ist Steward des Deutschen Polo Verbands und Mitglied der Handicap-Kommission.
Eva Brühl ist seit 2005 Mutter eines Sohnes.

## Erfolge
- 2008 deutsche Meisterschaft im High Goal: 2. Platz; Behrenberg High-Goal Trophy München: 2. Platz; Europameisterschaft 5. Platz
- 2007 Behrenberg High Goal Trophy 2007: 2. Platz
- 2006 Behrenberg High Goal Trophy: 1. Platz